# Elgeyo-Marakwet County
Das Elgeyo-Marakwet County (abgekürzt: EMC) ist einer von 47 kenianischen Verwaltungsbezirken und liegt im Westen des Landes. Seine Hauptstadt und mit 42.000 Einwohnern größte Stadt ist Iten. Der Bezirk wurde am 4. März 2013 gegründet und ist Teil der früheren Rift Valley Provinz.

## Geografie
Das County grenzt im Norden an das West Pokot County, im Osten, Südosten und Süden an das Baringo County, im Südwesten und Westen an das Uasin Gishu County sowie im Nordwesten an das Trans-Nzoia County. Der nördliche Teil des Countys Marakwet ist unterteilt in West- und Ostmarakwet, der südliche in Nord- und Südkeiyo.

## Klima
Elgeyo-Marakwet County liegt ungefähr auf Höhe des Äquators und somit in der tropischen Klimazone. Es gibt daher keine Jahreszeiten. Die Temperaturen variieren durchschnittlich zwischen mindestens 14 °C und höchstens 24 °C. Pro Jahr fallen zwischen 400 und 1400 mm Niederschlag auf den Quadratmeter.

## Bevölkerung
Das Elgeyo-Marakwet County hat 370.000 Einwohner (laut Zählung von 2009; Projektion für 2016: 446.000), was ca. 1 Prozent der kenianischen Gesamtbevölkerung (38,6 Mio.) entspricht. Das jährliche Bevölkerungswachstum beträgt 2,7–2,8 Prozent, die Bevölkerungsdichte liegt bei 122 Menschen pro Quadratkilometer (Fläche 3.030 km²). Das County verfügt über eine sehr junge Bevölkerung: 46 Prozent sind unter 15 Jahre alt und nur 4 Prozent über 65 Jahre.

## Städte, Dorfer Ortschaften des Countys
Die wichtigsten Orte von Elgeyo-Marakwet County lauten:
- Iten – 42.000 Einwohner (2009), Höhe 2400 m
- Kapcherop (39.328 Einwohner) (z. T. im Trans-Nzoia County gelegen)
- Kapsowar (9.100 Einwohner)
- Tambach
- Chesoi, Cheptongei, Kamariny, Kaptarakwa, Chepkorio, Kimwarer

## Gesundheitsversorgung
Das Verhältnis Arzt zu Bevölkerung beträgt 1 : 50.000 in Marakwet und 1 : 156.000 im südlichen Keiyo. Die Säuglingssterblichkeit liegt bei 5,7 Prozent. Im County gibt es 113 Krankenstationen (District Hospitals) sowie fünf überregionale Krankenstationen (Sub-District Hospitals). Daneben gibt es 89 Apotheken (Dispensaries), 15 Gesundheitszentren (Medical Centres) und eine Klinik (Medical Clinics). Vorherrschende Krankheiten sind Malaria, Durchfallerkrankungen, Bronchopneumonie und Infektionen der Atemwege, Harnwegsinfektionen.

## Wirtschaft und Soziales
57 Prozent der Bewohner des Countys leben unter der Armutsgrenze (gemäß Werten, die in den Index der menschlichen Entwicklung (HDI) eingehen). Im kenianischen Durchschnitt liegt der Wert bei 46 Prozent. Die Armut ist im Elgeyo-Marakwet County regional unterschiedlich verteilt. Während die Rate im Hügelland und im Kerio-Tal bei 67 Prozent liegt, ist sie im Hochland niedriger, bei 47 Prozent.
Die Menschen betreiben Viehzucht und Subsistenzlandwirtschaft. Es gibt vorwiegend kleine Unternehmen. Das Land besitzt Eisenerz und Kupfer als Bodenschätze.

## Schulen und Ausbildung
Im County gibt es 373 Grundschulen mit 110.000 Schulkindern (Primary Schools) und 75 weiterführende Schule (Secondary Schools) mit 21.000 Schülerinnen und Schülern. Es gibt eine Schule für die Lehrerausbildung (Teacher Training College) und drei Technik-Ausbildungseinrichtungen für Jugendliche (Youth Polytechnics).

## Politische Gliederung
Das County Elgeyo-Marakwet hat vier Wahlkreise (constituencies, auch divisions oder sub-counties) mit 20 Wahlbezirken (wards) und 186 Unterbezirken (sub-locations): Im Norden Marakwet East und Marakwet West, im Süden Keiyo North und Keiyo South. Alle gewählten Wahlkreisvertreter gehören URP-Partei und somit der Jubilee coalition an (Stand: Oktober 2016).
| Wahlkreis     | Nr. | Wahlkreisvertreter | Einwohner | Fläche (km²) | Wahlbezirke (Wards)    | Unterbezirke (Sub-Locations) |
| ------------- | --- | ------------------ | --------- | ------------ | ---------------------- | --- |
| Marakwet East | 147 | Kangogo Bowen      | 78.449    | 299 km²      | Kapyego/Kapyengo       | Kesom, Kapyengo, Kararia, Segut, Kamasia, Cheptobut |
|               |     |                    |           |              | Sambirir               | Maina, Metipso, Nyirar, Kapkuto, Chemworor, Kimuren, Chesoi, Tuturung, Chesiyo, Muswon, Rocho, Enuo, Kisoka, Maruber, Kombases, Lukunet, Chesetan, Chugor, Mogil, Kipyebo |
|               |     |                    |           |              | Endo                   | Kaben, Marich, Barkelat, Talai, Kisiwei, Kasemoi, Sagat, Sibow, Kakiptul, Olot, Krtut, Kapkondot, (Kapchebau, Chesongoch, Tot)                                            |
|               |     |                    |           |              | Embobut/Embulot        | Korou, Kaitamoi, Mumol, Endul, Maron, Kipchumwa |
| Marakwet West | 149 | William Kisang     | 73.715    | 557 km²      | Lelan                  | Chemosong, Chorwo, Kaptalamwa, Kapkochur, Kapchepsar, Kapsait, Kimnai, Kokwongoi, Kibigos                                                                                 |
|               |     |                    |           |              | Sengwer                | Kapterit, Kipsambach, Korongoi, Kapcherop, Kipsiro, Kakisonga, Kamoi, Kibuga                                                                                              |
|               |     |                    |           |              | Cherang'any/Chebororwa | Chebai, Tenden, Koitugum, Kaptiony, Kamanin, Kabeliuo, Busiesoo, Kondabilet                                                                                               |
|               |     |                    |           |              | Kuserwo                | Yemit, Jemunada, Sumbeiywet, Kilima, Cheptongei, Nerkwo, Chebiemit |
|               |     |                    |           |              | Kapsowar               | Kapsowar, Kapsumai, Kobuswo, Sangurur, Tuiyobei, Kipsaiya, Sisiya |
|               |     |                    |           |              | Arror                  | Arror, Resim, Chepkum, Kapchemuta, Niwai, Koitilial |
| Keiyo North   | 148 | James Murgor       | 108.474   | 804 km²      | Kamariny/Kamorin       | Kaplamai, Sergoit, Kiptabus, Katalel, Chesitek, Kipsoen, Chelingwa, Kapteren, Kapkoi                                                                                      |
|               |     |                    |           |              | Emsoo                  | Kapchelel/Kapchelal, Chegilet, Kaptum, Emsoo, Nyalil, Kobulwo, Kibendo, Kamoingon                                                                                         |
|               |     |                    |           |              | Tambach                | Rimoi, Kessup, Setek, Kapterik, Siroch, Anin, Kipka |
|               |     |                    |           |              | Kapchemutwa            | Korkitony, Kendur, Kapkatui, Bugar, Kapkonga, Singore, Kapkessum, Chebokokwa, Mindililwa, Iten                                                                            |
| Keiyo South   | 150 | Jackson Kiptanui   | 109.160   | 903 km²      | Kaptarakwa             | Chebior, Kitany, Kaptarakwa, Mokwo, Kaptagat, Kiptulos, Kapkenda |
|               |     |                    |           |              | Chepkorio              | Flax, Chepkorio, Lelboinet, Kamelil, Samich, Cherota, Kapcheptek, Kipsaina, Mwen                                                                                          |
|               |     |                    |           |              | Soy North              | Kabito, Chebinyiny, Epke, Chepsigot, Cheptebo, Rokocho, Emsea, Changach, Kapsokom, Sego, Muskut                                                                           |
|               |     |                    |           |              | Soy South              | Morop, Turesia, Chop, Tumeiyo, Chepsirei, Koimur, Enego, Kocholwo, Salawa, Molol, Kapkosom, (Katumoi, Kimwarer)                                                           |
|               |     |                    |           |              | Kabiemit/Chebiemit     | Kapchebelel, Kabiemit, Cheboen, Kapkoma, Tumeiyo, Ketigoi, Chepkosom, Chepkurmum, Tambul, Kipkomwo, Kapkitony                                                             |
|               |     |                    |           |              | Metkei                 | Kapchorua, Kamwosor, Kombatich, Kimamet, Cheboge, Kiptengwer, Kipsaos, Kibirirsus, Tugumoi                                                                                |

## Verwaltung und Politik

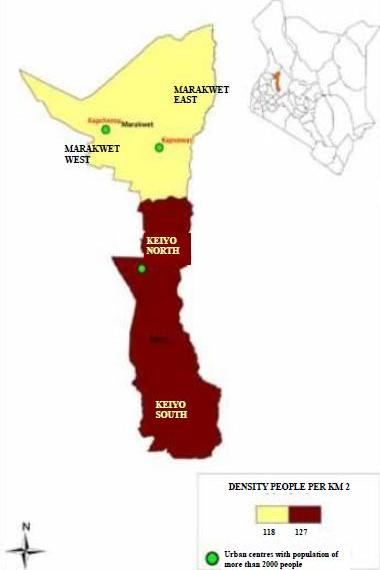
Karte des Verwaltungsbezirks mit den vier Unterbezirken (englisch)

Die Regierung des Countys für die Wahlperiode 2013 bis 2017 besteht aus folgenden Personen:
| Regierungsamt      | englische Bezeichnung       | Amtsbezirk                                 | Name                        |
| ------------------ | --------------------------- | ------------------------------------------ | --------------------------- |
| Gouverneur         | Governor                    | County                                     | Alex Tanui Tolgos           |
| Vize-Gouverneur    | Deputy Governor             | County                                     | Gabriel Kosgey Lagat        |
| Senator            | Senator                     | County                                     | Onesimus Kipchumba Murkomen |
| Sekretär           | County Secretary            | County                                     | vakant                      |
| Parlamentsmitglied | Member of Parliament        | Marakwet West                              | William K. Kisang           |
| Parlamentsmitglied | Member of Parliament        | Marakwet East                              | Kangogo Bowen               |
| Parlamentsmitglied | Member of Parliament        | Keiyo North                                | Dr. James Murgor            |
| Parlamentsmitglied | Member of Parliament        | Keiyo South                                | Jackson Kiptanui            |
| Parlamentsmitglied | County Member of Parliament | Vertreterin des Countys im Landesparlament | Dr. Susan Kipketer Chebet   |

Weitere Vertreter des Countys:
- Morris Rotich – Ressorts Erziehung und Bildung sowie Öffentlichkeitsarbeit und Transport
- Anne Kibosia – Ressorts Handel, Energie und Tourismus

## Persönlichkeiten von Elgeyo-Marakwet
- Nicholas Biwott (* 1940), kenianischer Geschäftsmann und Politiker
- Philip Kiptoo Tunoi, kenianischer Jurist und pensionierter Mitarbeiter am Obersten Gerichtshof von Kenia
- William Mutwol (Boniface William Mutwol; * 1967), ehemaliger kenianischer Hindernis- und Langstreckenläufer
- Moses Kiptanui (* 1970), ehemaliger kenianischer Mittel- und Langstreckenläufer; dreimaliger Weltmeister (3000-Meter-Hindernislauf)
- Richard Chelimo (1972–2001), kenianischer Langstreckenläufer (Weltrekord über 10.000 Meter), Bruder von Ismael Kirui
- Wilson Boit Kipketer (* 1973), kenianischer Hindernis- und Langstreckenläufer
- Bernard Barmasai (* 1974), kenianischer Langstreckenläufer
- Ismael Kirui (* 1975), ehemaliger kenianischer Langstreckenläufer (zweimaliger Weltmeister über 5000 m), Bruder von Richard Chelimo
- Timothy Cherigat (* 1976), kenianischer Marathonläufer
- Sally Barsosio (* 1978), kenianische Langstreckenläuferin
- Evans Rutto (* 1978), kenianischer Langstreckenläufer
- Sally Barsosio (* 1978), kenianische Langstreckenläuferin (1997 Weltmeisterin über 10.000 m)
- Paul Malakwen Kosgei (* 1978), kenianischer Langstreckenläufer, Halbmarathon-Weltmeister
- Reuben Seroney Kosgei (* 1979 in Kapsabet), kenianischer 3000-Meter-Hindernisläufer
- Abraham Cherono (*  1980), kenianischer 3000-Meter-Hindernis- und Crossläufer (Crossweltmeister)
- Ahmad Hassan Abdullah (* 1981), Geburtsname Albert Chepkurui, katarischer Langstreckenläufer kenianischer Herkunft
- Hilda Kibet (* 1981), niederländische Langstreckenläuferin kenianischer Herkunft
- Evans Kiprop Cheruiyot (* 1982), kenianischer Langstreckenläufer
- Wilson Kipsang (* 1982), kenianischer Langstreckenläufer (Weltrekord beim Berlin-Marathon 2003 (2:03:23 h))
- Saif Saaeed Shaheen (* 1982), Geburtsname Stephen Cherono, katarischer Langstreckenläufer kenianischer Herkunft
- Ezekiel Kemboi Cheboi (* 1982), kenianischer Langstreckenläufer(Weltmeister / Olympiasieger über 3000 m Hindernis)
- Vivian Jepkemoi Cheruiyot (* 1983), kenianische Langstreckenläuferin und Olympiasiegerin im 5000-Meter-Lauf
- Moses Kipkosgei Kigen (* 1983), kenianischer Langstreckenläufer
- Viola Jelagat Kibiwot (auch Viola Chelagat Kibiwot; * 1983), kenianische Mittel- und Langstreckenläuferin
- Vivian Jepkemoi Cheruiyot (* 1983), kenianische Langstreckenläuferin (Weltmeisterin / Olympiasiegerin über 5000 m)
- Sylvia Jebiwott Kibet (* 1984), kenianische Langstreckenläuferin
- Moses Cheruiyot Mosop (* 1985), kenianischer Langstreckenläufer
- Sally Jepkosgei Kipyego (* 1985), kenianische Langstreckenläuferin (10.000 m)
- İlham Tanui Özbilen, Geburtsname William Biwott Tanui (* 1990), türkischer Mittelstreckenläufer kenianischer Herkunft